# Serge Aurier
Serge Aurier (Ouragahio, 1992. december 24. –) elefántcsontparti válogatott labdarúgó, az iráni Perszepolisz játékosa.

## Sikerei, díjai

### Klub
Paris Saint-Germain
- Francia bajnokság: 2014–15, 2015–16
- Francia kupa: 2014–15, 2015–16, 2016–17
- Francia labdarúgó-ligakupa győztes: 2014–15, 2015–16, 2016–17
- Francia szuperkupa: 2014, 2015, 2016

Galatasaray
- Török bajnokság: 2023–24
- Török  szuperkupa: 2023

### Válogatott
Elefántcsontpart
- Afrikai nemzetek kupája (2): 2015, 2023

## Külső hivatkozások
- Serge Aurier a national-football-teams.com honlapján
- Serge Aurier adatlapja a National-Football-Teams.com oldalon (angolul)

- Serge Aurier adatlapja a Soccerway oldalon (angolul)